# Alstroemeria annapolina
Alstroemeria annapolina es una especie fanerógama, herbácea, perenne y rizomatosa perteneciente a la familia de las alstroemeriáceas. Es endémica de Brasil, especialmente descrito en el estado de Goiás. Es un geófito tuberoso y crece principalmente en el bioma tropical estacionalmente seco.